# Пошолоака
Пошолоака (рум. Poșoloaca) — село у повіті Біхор в Румунії. Входить до складу комуни Тілягд.
Село розташоване на відстані 417 км на північний захід від Бухареста, 24 км на схід від Ораді, 107 км на захід від Клуж-Напоки.

## Населення
За даними перепису населення 2002 року у селі проживали 396 осіб.
Національний склад населення села:
| Національність | Кількість осіб | Відсоток |
| -------------- | -------------- | -------- |
| угорці         | 201            | 50,8%    |
| цигани         | 109            | 27,5%    |
| румуни         | 78             | 19,7%    |
| словаки        | 8              | 2,0%     |

Рідною мовою назвали:
| Мова      | Кількість осіб | Відсоток |
| --------- | -------------- | -------- |
| угорська  | 201            | 50,8%    |
| циганська | 105            | 26,5%    |
| румунська | 82             | 20,7%    |
| словацька | 8              | 2,0%     |